# Verschmutzung der Ozeane

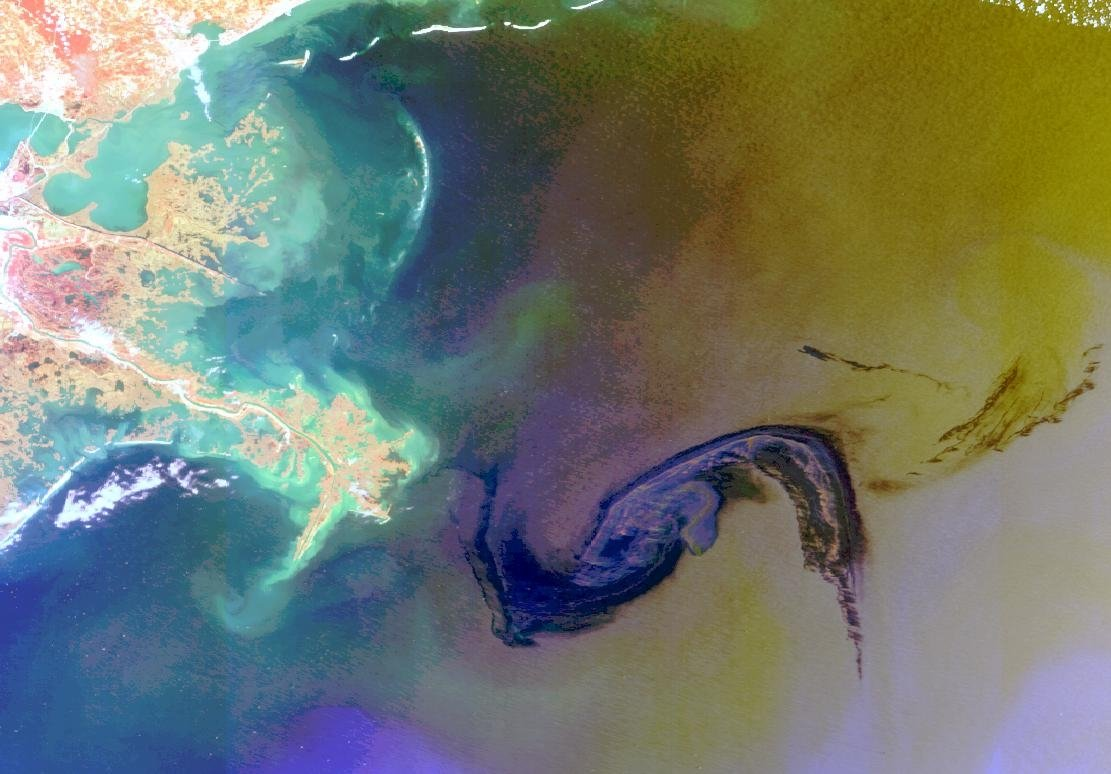
Weltraumansicht der Ölpest nach der Explosion der Deepwater Horizon im Golf von Mexiko, 2010

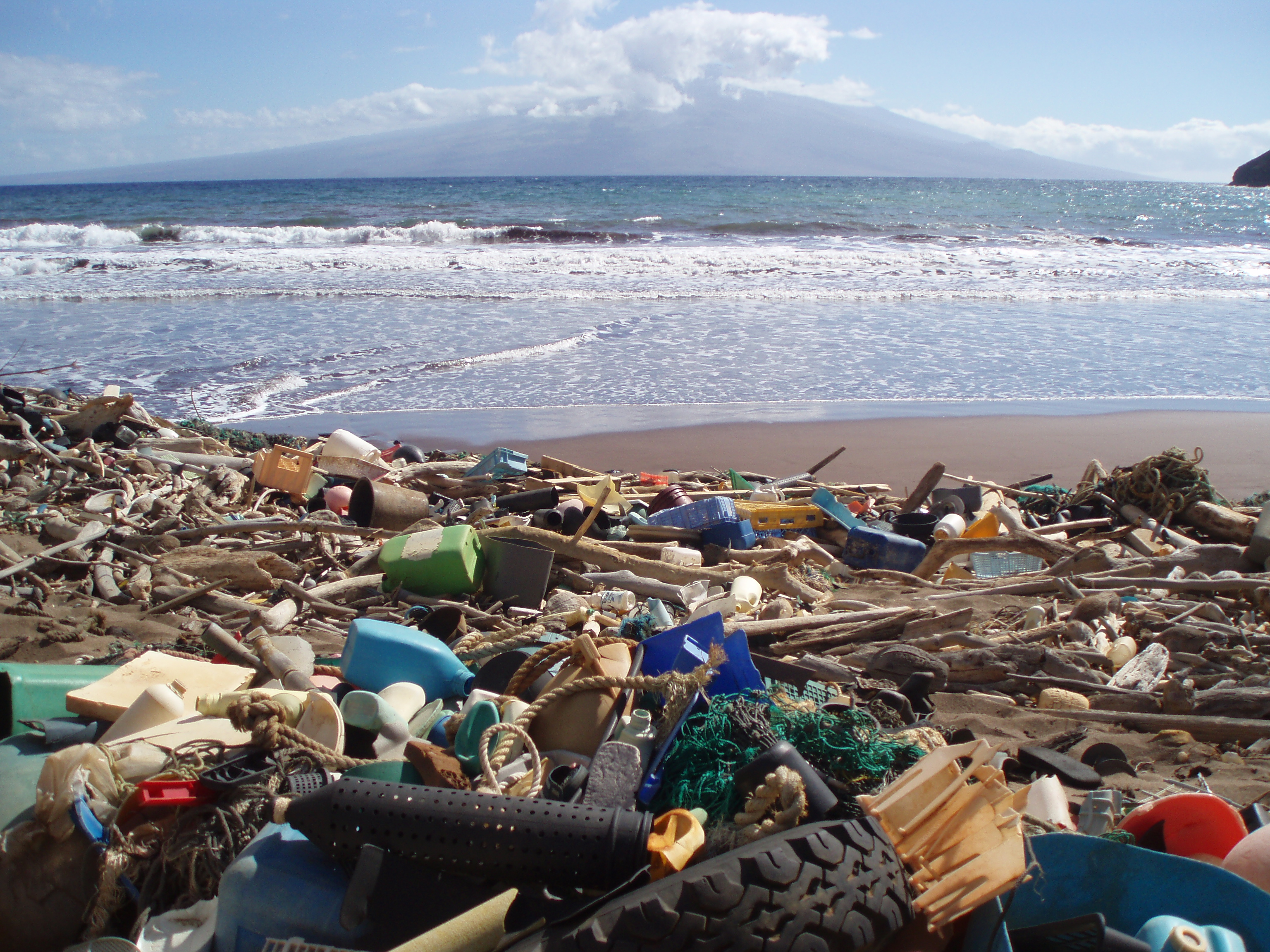
Angespülter Müll am Strand

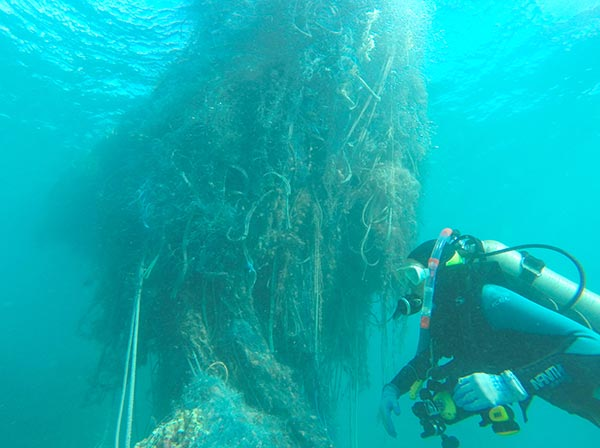
Gebilde aus Geisternetzen am Pearl-und-Hermes-Atoll

Unter dem Sammelbegriff der Verschmutzung der Ozeane wird ein bestimmter Typ von Umweltverschmutzung zusammengefasst, welcher sich an den marinen Großgewässern der Erde manifestiert. Die zahlreichen Phänomene und ihre Facetten, die dieser Typ von Umweltverschmutzung mit sich bringt, sind in der Hauptsache auf menschliches Einwirken auf die Ökosphäre der größeren (und kleineren) Meere der Erde zurückzuführen.

## Begriffliche Eingrenzung
Die Umweltverschmutzung der Ozeane speist sich aus zahlreichen, unterschiedlichen Quellen, wobei der Vermüllung durch Artikel aus Kunststoff, darunter zahlreiche Einwegprodukte, nachweislich eine erhebliche Bedeutung zukommt, jedoch nur einen Teilaspekt aus einem größeren Gesamtbild darstellt. Die anthropogene Verschmutzung der Ozeane wird von vielen Menschen primär mit Plastikmüll in den Ozeanen in Verbindung gebracht, dessen Anteil auf bis zu 75 Prozent des gesamten Meeresmülls geschätzt wird.
Das Gesamtbild der Ozeanverschmutzung bietet jedoch zusätzlich auch noch andere Facetten: Zusätzlich zu dem Eintrag von Schadstoffen und Müll durch ins Meer mündende, natürliche und künstliche Zuflüsse ist der marine Schiffsverkehr ebenfalls ein großer Belastungsfaktor. Nach wie vor ist es (in einigen Teilen der Welt) nicht unüblich, nicht mehr benötigte Abfälle in Gestalt von illegaler Verklappung oder in Form von Versenkung von Schiffen in den Weltmeeren (anstelle von ordentlicher Verschrottung zu Lande) loszuwerden. Darüber hinaus haben Havarien, explodierende Bohrinseln oder marode Pipelines zur marinen Ölverschmutzungen geführt. Das größte derartige Ereignis war die Ölpest am Persischen Golf 1991, bei der knapp eine Milliarde Liter Öl (eine Million Tonnen) unkontrolliert ins Meer flossen.
Auch das Belassen von abgestürztem Weltraumschrott im Meer und das Nicht-Beräumen von Munitionsrückständen durch Munitionsbergungsspezialisten tragen zur zusätzlichen Verschmutzung der Weltmeere bei. Dabei wird auf die Belange der maritimen Ökosysteme und auf die entstehenden Folgekosten kaum Rücksicht genommen. Das Besondere daran ist, dass der Mensch mit solchem Tun in einem schleichenden Prozess Teile seiner eigenen Lebensgrundlagen zerstört.
Im Mai 2024 legte der Internationale Seegerichtshof auf Antrag der COSIS ein Rechtsgutachten vor, dem zufolge auch von Menschen verursachte Treibhausgase eine Verschmutzung der Meere darstellen. Die Staaten seien durch das UN-Seerechtsabkommen (UNCLOS) verpflichtet, Maßnahmen dagegen zu ergreifen. Andere Abkommen, z. B. das Übereinkommen von Paris, entbänden sie davon nicht.

## Vermüllung durch Plastik
Von den 2,7 Millionen Tonnen Kunststoff, die jährlich in die Ozeane gelangen, sinkt zwar ein Teil zu Boden, geschätzt 100.000 Tonnen treiben jedoch als Treibgut an der Wasseroberfläche.
Im offenen Meer wird die Gewässerverschmutzung an vielen Stellen schon mit Hilfe wiederkehrender Beobachtung und Messung wahrnehmbar und erfassbar; unter anderem auffallend beim Monitoring ist das Phänomen der Müllstrudel. Dabei handelt es sich um ozeanische Wirbel, in denen sich aufgrund der Meeresströmungen riesige Müllteppiche angesammelt haben. Der größte davon befindet sich im Nordpazifik. Insbesondere Länder im asiatischen Raum tragen dazu bei, dass über Mülldeponien eine erhebliche Menge an Plastik aus der Industrie sowie aus Privathaushalten direkt in den Flüssen entsorgt wird. Dieser aus Flüssen stammende Eintrag wandert schließlich in verschiedene Meere und in Teilen mit Verzögerung auch in die Ozeane.
Gegen die Verschmutzung der Meere durch Plastik sind im Laufe der letzten Jahrzehnte einige Projekte entstanden, unter anderem ein Projekt namens „The Ocean Cleanup“ des Niederländers Boyan Slat zum Zusammentragen von an der Meeresoberfläche treibendem Plastikmüll durch schwimmende Sammelvorrichtungen. Das Abbremsen des Kunststoff-Treibguts, um es auf einer dezidierten Fläche des Meeres anzusammeln, soll mithilfe von Treibankern an den Sammelvorrichtungen erfolgen. Weitere Projektideen sind in Umlauf.

## Fragwürdige Entsorgungen in Großmeeren und Ozeanen, Verschmutzungen infolge von Schiffshavarien

### Entsorgungen im Zuge von Rohstoff- und Energiegewinnung, Verklappungen, militär- und weltraumtechnikentsorgende Versenkungen

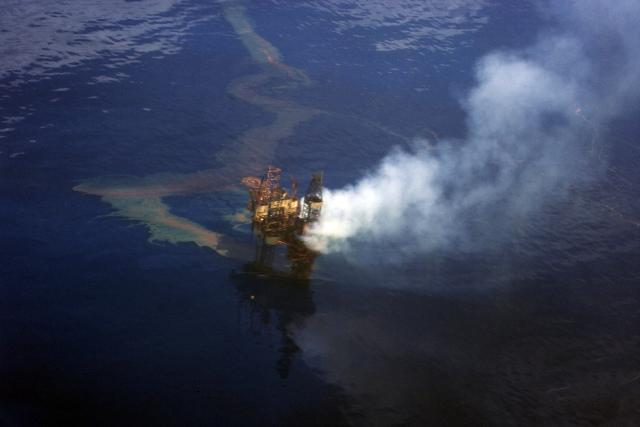
Die brennende Förderplattform Montara, 2009

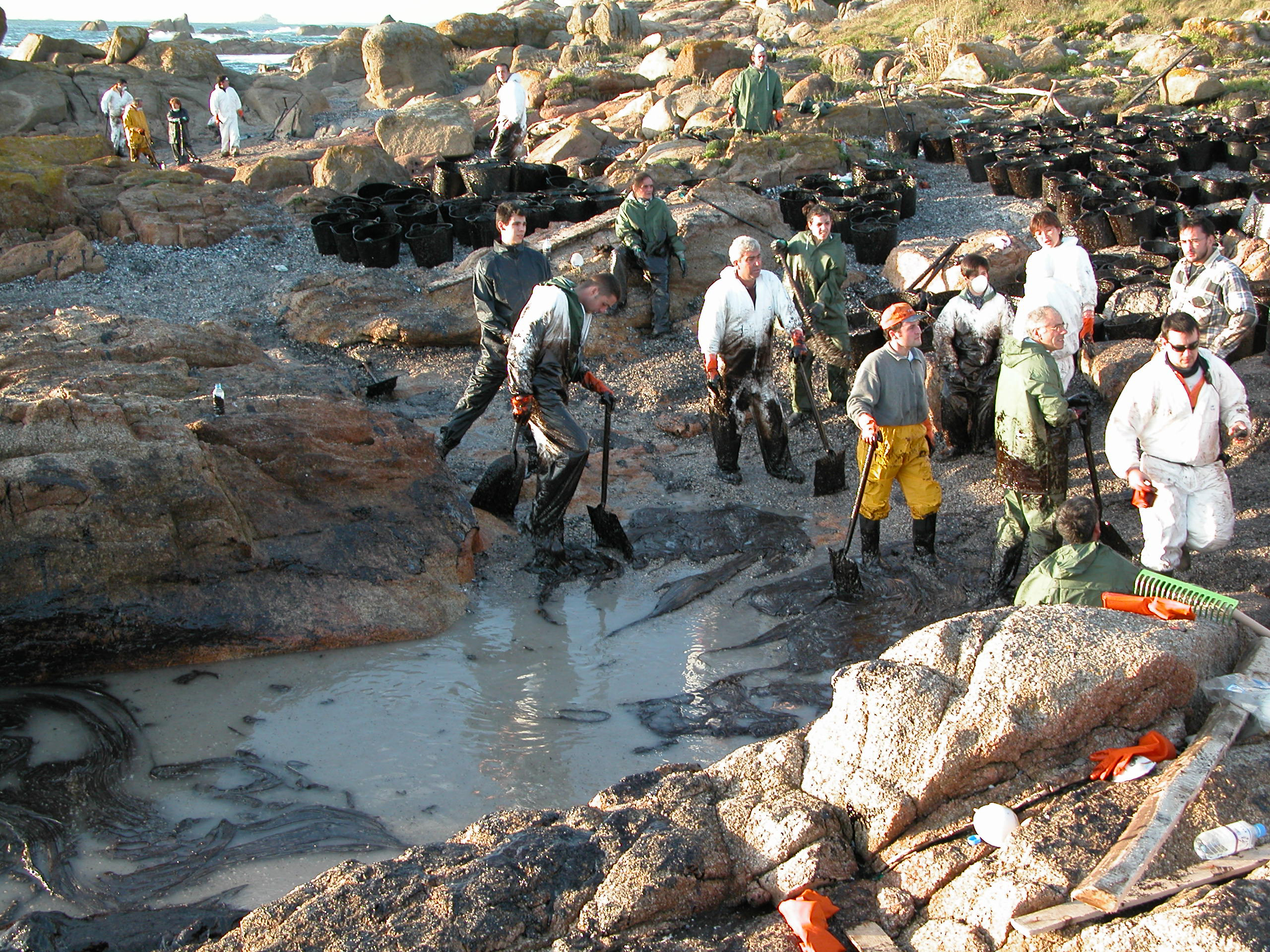
Aufräumarbeiten, nachdem 2002 durch die Prestige etwa 64.000 t Schweröl ins Meer gelangt waren. Vor Frankreich und Spanien waren insgesamt rund 2.900 km Küste betroffen

Tatsächlich stammen die Abfälle, die sich in den Ozeanen befinden, aus zahlreichen, unterschiedlichen Quellen und es ist nach wie vor nicht überall unüblich, nicht mehr benötigte Abfälle im Ozean durch illegale Verklappung, das Versenkung von Bohrinseln oder Schiffen oder den Absturz von Weltraumschrott verstecken zu wollen.
Das Problembewusstsein hat sich in diesem Bereich zwar im Laufe der Zeit erhöht, wobei die entsprechenden Gesetzesänderungen oft erst spät kamen. So wurden bis 1994 z. B. mindestens 100.000 Tonnen radioaktive Abfälle völlig legal in den Weltmeeren entsorgt, die dort als Altlasten in den Meeren ruhen, und möglicherweise von zukünftigen Generationen geborgen werden müssen. Selbst wenn das Versenken von Fässern mit Atommüll mittlerweile überwiegend der Vergangenheit angehört, wird in Ländern wie Japan noch immer über die Einleitung von radioaktiv verseuchtem Wasser in die Meere diskutiert.
Russland hat dagegen schon lange in der Barentssee und im Arktischen Ozean Atom-U-Boote auf den Meeresgrund sinken oder liegen lassen, um sich die Verschrottung durch Abwrackwerften zu sparen. Oder es kommt, wie im Fall der K-278 Komsomolez zu einer Havarie, nach der das Wrack aus Kostengründen auch nicht entfernt wurde, als Plutonium austrat.
Während russische Behörden versichern, von den Atom-U-Booten ginge keinerlei aus, sind Fachleute anderer Ansicht. Die Atomreaktoren sowie das in den Brennstäben enthaltene Uran und Plutonium betrachten sie als tickenden Zeitbomben.
Das Versenkungsverbot für Öl- und Gasplattformen im Nordatlantik kam im Jahr 1999, nachdem sich Greenpeace in einer öffentlichen Kampagne gegen die vorgesehene Versenkung der Brent Spar in der Nordsee eingesetzt hatte. Der entsprechende völkerrechtliche Vertrag zum Schutz der Nordsee und des Nordatlantiks heißt OSPAR und beinhaltet mittlerweile auch Entsorgungsauflagen für ausgediente Windkraftanlagen.

### Havarien von Öltankern
Nachdem über 41 Millionen Liter Rohöl, durch die Havarie der einwandigen Exxon Valdez im Jahr 1989 eine Ölpest vor Alaska ausgelöst wurde, durften amerikanische Häfen, gemäß dem amerikanischen Oil Pollution Act of 1990, je nach Ladung, nur noch von Doppelhüllenschiffen angefahren werden. Durch die Verschleppung des Schadensersatzprozesses kam ExxonMobil im Jahr 2008 mit einem Zehntel der ursprünglich angesetzten Schadenssumme davon, die vier Tagessätzen entsprach, wenn man sie dem Jahresgewinn gegenüberstellt. Erst im Jahr 2015 wurden Zwei-Hüllen-Tanker beim Öltransport von Rohöl zur Pflicht. Das Internationale Übereinkommen zur Verhütung der Meeresverschmutzung durch Schiffe wurde entsprechend ergänzt. Nicht nur das Ökosystem wurde damals schwer beschädigt, auch die Bestände an Lachsen und Heringen haben sich 25 Jahre nach dem Unglück noch nicht wieder normalisiert.

## Belastungen durch die Schifffahrt

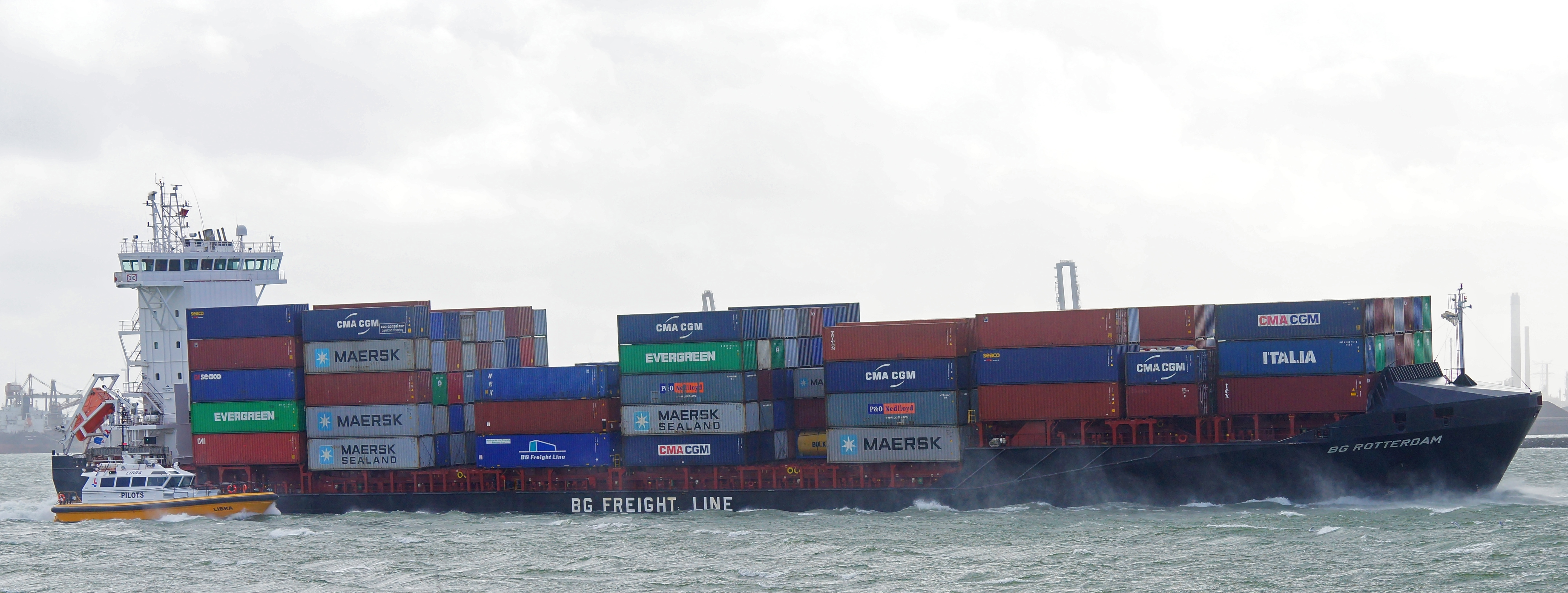
Das Transportvolumen steigt bei Containerschiffen noch immer

Noch immer gibt es noch keine funktionierende, globale Strategie, um die erheblichen Auswirkungen der Schifffahrt auf die Ozeane, das Klima und die Umwelt in Zukunft spürbar zu mindern. Mit einer Unterstützung aller Länder wäre das MARPOL-Abkommen (dt. Internationales Übereinkommen zur Verhütung der Meeresverschmutzung durch Schiffe) ein geeignetes Instrument, da es unter anderem verbindliche Grenzwerte (z. B. für den Schwefelgehalt in Schiffstreibstoff) festlegt. Bisher ist jedoch lediglich der Teil international anerkannten Regeln und Standards auf allen Meeren der Welt für alle  Schiffe verbindlich.
Über 90 Prozent aller weltweit transportieren Güter werden auf dem Seeweg verschifft, überwiegend auf Containerschiffen, wobei der Trend zu immer mehr Schiffen geht, die immer mehr Waren transportieren können und somit immer größer und schwerer werden. Die vielfältigen Belastungen durch die Schifffahrt steigen ebenso wie die Emissionen durch die Schifffahrt, da der Seeverkehr seit Jahrzehnten zunimmt. Nord- und Ostsee gehören dabei weltweit zu den am häufigsten und dichtesten befahrenen Meeren, was sich auch durch die steigende Frequenz der Nutzung des Nord-Ostsee-Kanals nachvollziehen lässt. Zu den Emissionen zählt  nicht nur das Treibhausgas Kohlendioxid, sondern Treibstoffe wie Marinediesel- und Schweröl setzen bei der Verbrennung Schwefeloxide, Stickoxide und Kohlenstoff frei.
Weitere Giftstoffe gelangen durch giftige Schiffsanstriche und den größerer Gefahrstoffmengen bei Havarien die Ozeane.
Doch auch das Einschleppen von gebietsfremder Arten (Neobiota), die als Bewuchs oder mit dem Ballastwasser neue Lebensräume erreichen kann das Ökosystem schwächen, insbesondere wenn es sich um invasive Arten handelt, die sich wie die Meerwalnuss oder die Chinesische Wollhandkrabbe stark in aquatischen Ökosystemen vermehren und diese so verändern.
Fischfangflotten tragen zusätzlich zur Abnahme der Artenvielfalt durch Überfischung bei. Durch die Anwendung grundberührender Fangmethoden durch Schleppnetzfischerei, die insbesondere bei der Tiefseefischerei zum Einsatz kommt, werden überdies natürliche Lebensräume zerstört.

## Unterwasserfriedhöfe und sonstige Müllquellen

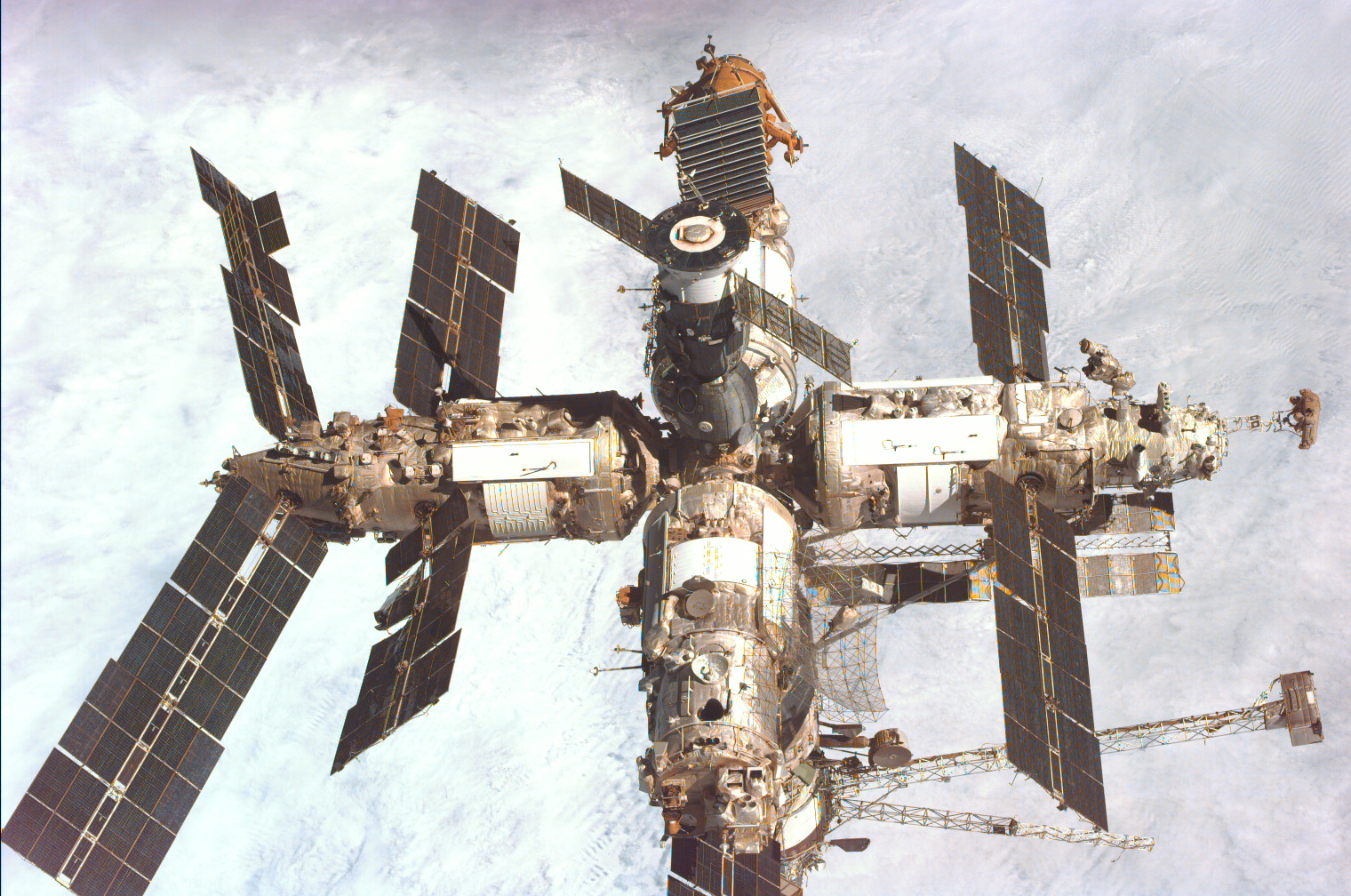
Auch die russische MIR liegt seit ihrem geplanten Abschuss, am 23. März 2001, auf dem Meeresgrund

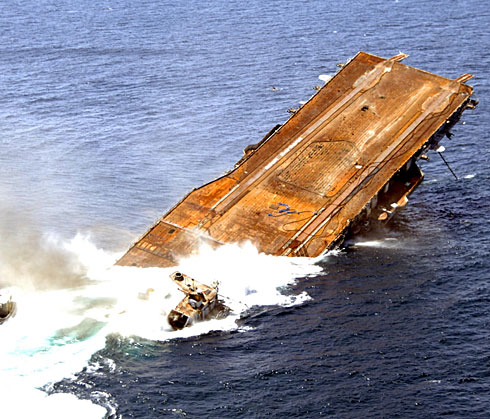
Die Versenkung der Oriskany 2001. Das Wrack wurde vor Florida versenkt, um zu einem künstlichen Riff zu werden

Der hier gelistete Raumschifffriedhof liegt am sogenannten Point Nemo zwischen Chile und Neuseeland und gilt als geeigneter Ort, für das Versenken von Objekten, weil es dort „nur“ Natur gibt.
Raumfahrtbehörden der ganzen Welt brachten hier zwischen 1971 und 2016 mindestens 260 Raumfahrtobjekte gezielt zum Absturz, darunter auch die russische Raumstation MIR, die aufgrund ihrer enormen Größe nur zum Teil verglühte, als sie die Erdatmosphäre passierte. Prognosen gehen davon aus, dass es in Zukunft eher noch mehr gezielte Versenkungen geben wird, unter anderem, um ungeplante Einschläge an von Menschen besiedelten Orten zu verhindern.
Im Jahr 2006 versenkte die United States Navy den 266 Meter langen Flugzeugträger Oriskany im Meer, nachdem mehrere Löcher in das rostige Wrack gesprengt worden waren. Vor der Zweitnutzung als künstliches Riff wurde das Wrack von Asbest, Öl, Teer und anderen Schadstoffen befreit.